# ボレピン
ボレピン (Borepine) は、不飽和の七員環複素環式化合物である。1つの位置で、炭素原子がホウ素原子に置き換わっている。